# كاثرين كوك بريغز
كاثرين كوك بريغز، أمريكية الجنسية أنشأت علم الأنماط البشرية بمساعدة من ابنتها «إيزبل» ولدت عام 1875 وتوفيت 1968م. تم تطبيق مقياس الأنماط على ملايين البشر بأكثر من 30 لغة ويعتبر أشهر مقياس نفسي عام على الإطلاق.وتبرز أهمية هذا المقياس من أنه أجري على ملايين الأشخاص في العالم وبلغت نسبة مصداقيته 85% ونسبة الخطأ لم تتجاوز 15% .